# SPAD S.VII
SPAD S.VII là loại đầu tiên trong một seri máy bay tiêm kích hai tầng cánh rất thành công, do hãng Société Pour L'Aviation et ses Dérivés (SPAD) chế tạo trong Chiến tranh thế giới I.
 Argentina(2)
 Bỉ
- Không quân Bỉ

 Brasil
- Không quân Brazil (15)

 Brasil
 Chile
- Không quân Chile (1)

 Tiệp Khắc(70–80)
 Estonia

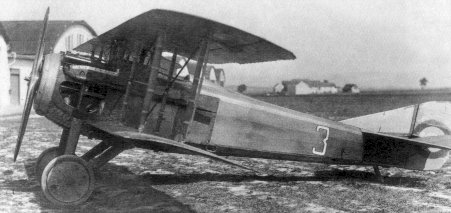
SPAD S.VII của Tiệp Khắc

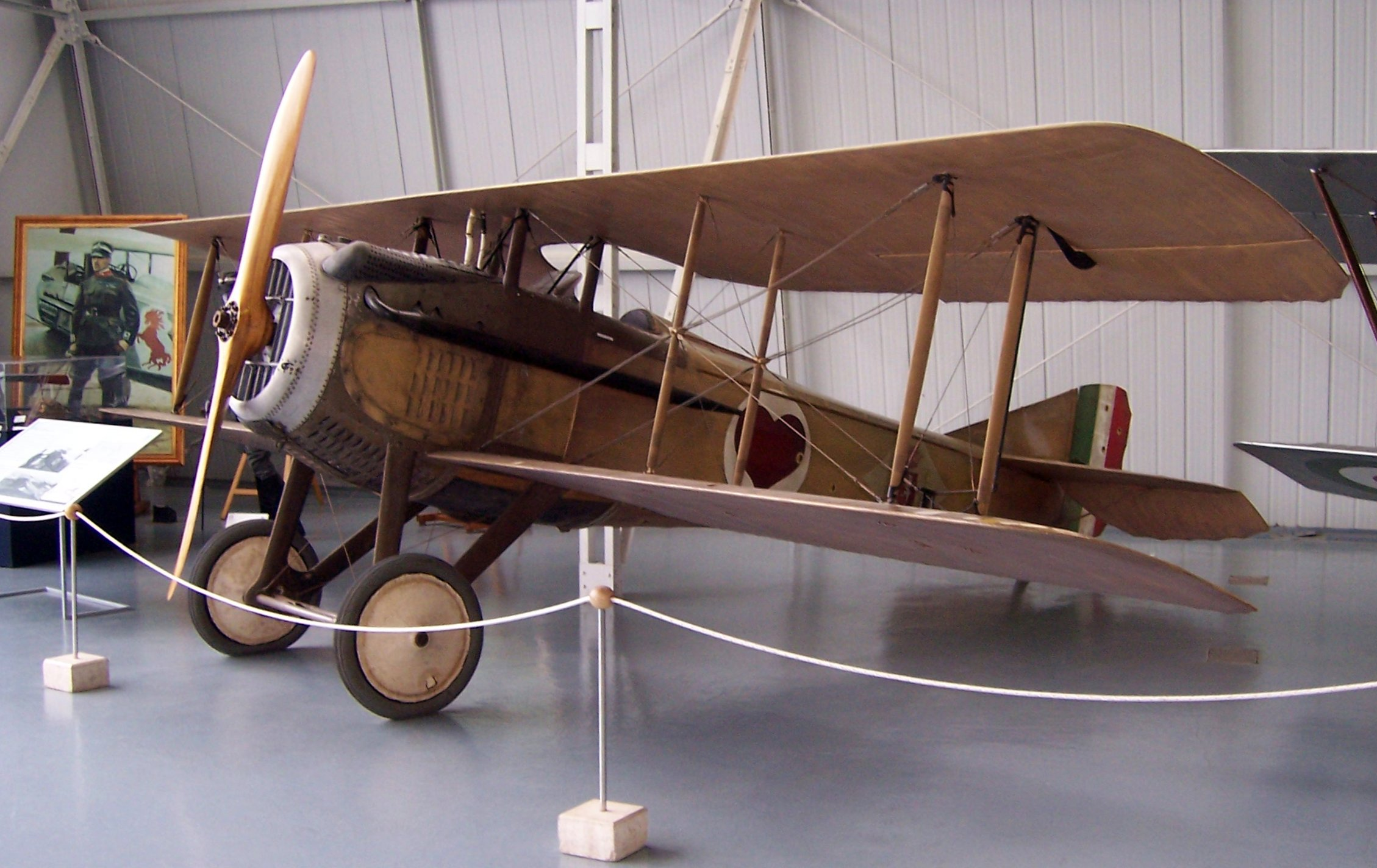
SPAD SVII Ernesto Cabruna

- Không quân Estonia - Sau chiến tranh, (2)

 Phần Lan
- Không quân Phần Lan - Sau chiến tranh, (2)

 Pháp
 Greece
- Không quân Hy Lạp

 Italy
- (214)
- Regia Aeronautica - Sau chiến tranh

 Nhật Bản
 Hà Lan(1)
 Perú(2)
 Ba Lan
- Không quân Ba Lan - (Sau chiến tranh)

 Bồ Đào Nha
- Không quân Bồ Đào Nha

 Romania
- Không quân Hoàng gia Romania

 Russian Empire
- Không quân Đế quốc Nga - (43)

 Serbia
 Liên Xô
- Không quân Liên Xô - Sau chiến tranh.

 Siam (Thái Lan)
- Không quân Hoàng gia Thái Lan

Tập tin:Ukraine1918.png Ukraina (2)
 Anh Quốc(185)
- Không quân Hoàng gia
- Quân đoàn Không quân Hoàng gia

 Hoa Kỳ
- Lực lượng Viễn chinh Hoa Kỳ
- Cục Không quân Lục quân Hoa Kỳ (189)

 Nam Tư
- Không quân Hoàng gia Nam Tư - Sau chiến tranh

## Tính năng kỹ chiến thuật (S.VII)
Dữ liệu lấy từ Sharpe 2000, p. 269.
Đặc điểm tổng quát
- Tổ lái: 1
- Chiều dài: 6,08 m (19 ft 11 in)
- Sải cánh: 7,81 m (25 ft 8 in)
- Chiều cao: 2,20 m (7 ft 2 in)
- Diện tích cánh: 17,85 m² (192 ft²)
- Trọng lượng rỗng: 510 kg (1.124 lb)
- Trọng lượng cất cánh tối đa: 740 kg (1.632 lb)
- Động cơ: 1 × Hispano-Suiza 8Aa, 112 kW (150 hp)

 Hiệu suất bay 
- Vận tốc cực đại: 192 km/h (119 mph)
- Tầm bay: 360 km (225 mi)
- Trần bay: 5.335 m (17.500 ft)

Trang bị vũ khí

- 1 x.Súng máy Vickers 303-cal.